# 150374 Jasoncook
150374 Jasoncook è un asteroide della fascia principale. Scoperto nel 2000, presenta un'orbita caratterizzata da un semiasse maggiore pari a 2,3820000 au e da un'eccentricità di 0,1790622, inclinata di 1,54325° rispetto all'eclittica.